# Santa Cruz el Grande
Santa Cruz el Grande es una localidad del estado mexicano de Jalisco. Es parte del municipio de Poncitlán.

## Toponimia
El nombre «Santa Cruz» hace referencia al patronazgo de la localidad: la Santa Cruz de Cristo.

## Demografía
| Gráfica de evolución demográfica |
|                                  |

| Censo | Población |
| ----- | --------- |
| 1900  | 446       |
| 1910  | 393       |
| 1921  | 606       |
| 1930  | 249       |
| 1940  | 418       |
| 1950  | 729       |
| 1960  | 863       |
| 1970  | 1 050     |
| 1980  | 1 355     |
| 1990  | 1 717     |
| 2000  | 2 137     |
| 2010  | 2 800     |
| 2020  | 2 955     |